# Vivi per un miracolo
Vivi per un miracolo è un singolo del gruppo musicale italiano Gemelli DiVersi, estratto dalla raccolta Senza fine 98-09 - The Greatest Hits e pubblicato il 18 febbraio 2009.

## Descrizione
Il gruppo ha presentato il brano al Festival di Sanremo. Tuttavia i Gemelli DiVersi non si classificano nelle dieci posizioni che hanno accesso alla serata finale, e vengono eliminati definitivamente dalla gara.

## Video musicale
Il videoclip è stato girato fra il 25 ed il 29 gennaio 2009 a Barcellona ed è entrato nella rotazione dei canali tematici a partire dal 18 febbraio, il giorno successivo alla prima apparizione del gruppo a Sanremo. Il video è stato diretto dal regista Cosimo Alemà.

## Successo commerciale
Vivi per un miracolo ha debuttato nella top 20 dei singoli più scaricati in Italia il 26 febbraio 2009, all'undicesima posizione. La settimana seguente il brano è salito sino alla settima posizione, raggiungendo il suo apice, e scendendo poi sino alla ventesima la settimana successiva.